# Unión Republicana (Spanien)
Eine Partei mit dem Namen Unión Republicana gab es zweimal in Spanien, zuerst im Jahr 1903 und dann erneut im Jahr 1934. 
Die Unión Republicana (UR, dt. Republikanische Union) war eine spanische Mitte-rechts-Partei während der Zweiten Spanischen Republik und dem spanischen Bürgerkrieg. 
Die UR wurde maßgeblich von einer Person beeinflusst und auch von ihr gegründet und geleitet. Diego Martínez Barrio war genauso wie Alejandro Lerroux Mitglied der liberal-zentristischen Partido Republicano Radical, die 1934 ein Bündnis mit der CEDA eingegangen war, um die Republik vor einer drohenden Revolution zu schützen, wie sie behaupteten. Nach Korruptionsvorwürfen löste sich die Regierung 1935 auf, und für Februar 1936 wurden Wahlen ausgeschrieben. Die PRR zerfiel in zwei Teile, die Partei von Lerroux, die dem rechten Lager treu blieb und die Unión Republicana unter Martinez Barrio, die sich der Volksfront anschloss. Die Wählerschaft der UR kam vorwiegend aus den Reihen der Freiberufler und Geschäftsleute. Geographisch gesehen hatte die UR ihre geringe Anhängerschaft an den Küstenregionen des Ostens. Ideologisch war eine der Hauptforderungen die strikte Trennung von Kirche und Staat.